# Église Saint-Nicolas de Beaumé
L'église Saint-Nicolas de Beaumé est une église située à Beaumé, en France.

## Localisation
L'église est située sur la commune de Beaumé, dans le département de l'Aisne.